# Johann Friedrich
Johann Friedrich (Poxdorf, Alta Franconia, 5 de mayo de 1836 - Munich, 19 de agosto de 1917) fue un teólogo alemán. Destacó como líder de los viejos católicos.

## Biografía
Nacido en Poxdorf se educó en Bamberg y en la Universidad de Munich. Fue ordenado sacerdote católico en 1859. En 1865 fue nombrado profesor extraordinario de teología y dos años después miembro de la Academia de Ciencias. Fue alumno de Johan Joseph Ignaz von Döllinger.
En 1869 asistió al Concilio Vaticano I como secretario del cardenal Hohenlohe y participó activamente en la oposición al dogma de la infalibilidad papal y del primado papal, en particular proporcionando a los obispos contrarios material histórico y teológico. Abandonó Roma antes de que se clausurara el concilio.
El diario británico The Guardian escribió de él en 1872: 

Ningún eclesiástico alemán de su época parece haber ganado una reputación tan inusual como teólogo y haber ocupado una posición tan importante como la de consejero de confianza del principal cardenal alemán en el Concilio Vaticano. El camino estaba bastante abierto ante él al más alto avance en la Iglesia de Roma, sin embargo, sacrificó deliberadamente todas esas esperanzas y se puso a la vanguardia de una lucha dura y dudosa.

En abril de 1871 se dictó contra Friedrich una sentencia de excomunión, pero él se negó a reconocerla y fue confirmada por el gobierno del Reino de Baviera. A pesar de ello, continuó desempeñando funciones eclesiásticas y mantuvo su posición académica, convirtiéndose en profesor ordinario en 1872. En 1874, inauguró la facultad católica antigua de teología en la Universidad de Berna e impartió clases allí durante un año.
En 1882 el ministro de Cultos Públicos de Baviera, cediendo a la presión ultramontana, lo transfirió de su cátedra de teología a la facultad de filosofía como profesor de historia. Para entonces ya se había retirado hasta cierto punto de la posición avanzada que al principio ocupó en la organización de la Iglesia Católica Antigua, porque no estaba de acuerdo con su abolición del celibato forzado. Murió en Múnich en 1917.